# Cua d'espasa
La cua d'espasa (Xiphophorus hellerii, del grec xiphos = espada i pherein = portar) és una espècie de peix nativa de l'Amèrica Central pertanyant a l'ordre dels ciprinodontiformes i família dels pecílids. Al llarg dels anys ha estat utilitzat com a peix ornamental, i se li ha qualificat d'espècie invasora en certs ecosistemes en ser alliberat d'aquaris.

## Morfologia
X. helleri es caracteritza per tenir una cua de mida mitjana o gran amb un apèndix caudal llarg i recte, com una espasa, d'on deriva el seu nom comú “cua d'espasa”. A més, es pot distingir per una línia lateral de tonalitats fosques o vermelles i per una altra línia addicional també vermella per sobre i per sota de la línia lateral.
Té una forma fusiforme, amb el cos allargat i el cap puntiagut. Hi ha molts patrons de colors degut a la gran extensió dels seus hàbitats naturals. El model més comú té un color que es podria definir com a gris oliva, i presenta files d'escates al llarg de la parte mitja del cos que van de verd a blau. La part ventral és de color blanc, i hi ha una línia de tonalitats vermelles als costats a totes les variants regionals. A més, a gairebé totes les poblacions podem trobar puntets o taques vermelles a l'aleta dorsal, i alguns cop això també es pot observar a l'aleta caudal. L'espasa dels mascles normalment és d'un color groc brillant i té una vora en negre més àmplia per la part de sota que per la de dalt. Els individus més vells (3 o 4 anys) poden presentar una espasa totalment negra des de l'aleta caudal fins a la punta de la cua.
Apart de les aletes pectorals i pèlviques també consta d'una aleta caudal, una dorsal i una anal.
La mida mitjana d'aquesta espècie és d'uns 2,8 cm, tot i que s'han trobat mascles de 14 cm i femelles de 16 cm.

## Ecologia

### Hàbitat
Aquest peix viu a corrents ràpides i rius rodejats de vegetació, encara que a vegades es poden observar a aigües càlides i estanys. És un peix epipelàgic, és a dir, viu a la zona de la massa d'aigua on penetra la llum solar. Prolifera a climes tropicals amb temperatures entre els 22 i els 28 °C i amb un pH de 7,0-8,0. No és migratori.
És per aquesta raó que el seu hàbitat natural abarca principalment el riu Nautla, el qual creua l'Amèrica Central des de l'estat de Veracruz, a Mèxic, fins al nord-oest d'Hondures. Així doncs, és natiu de Mèxic, Belice, Guatemala i Hondures. A més també se’l pot trobar a certes àrees dels Estats Units, a l'est de Sud-àfrica i al lac Otjikoto (Namibia).
Tot i això, múltiples països han assenyalat aquest peix com a causant d'un impacte ecològic advers després d'haver estat introduït a hàbitats no natius, la major part dels casos per alliberament d'aquaris.

### Alimentació
Es tracta d'un peix omnívor, i per això la seva alimentació es basa principalment en cucs, crustacis, insectes i plantes que troba a la part més superficial de la massa d'aigua.

## Reproducció
En ser ovovivípars, la fertilització és interna i es dona a l'oviducte. Després d'un període de gestació d'entre 24 i 30 dies, les femelles tenen de 20 a 200 cries. Aquestes necessiten mínim 8 mesos per alcançar la maduresa sexual, encara que en menys d'un any la majoria ja estan preparades per a la reproducció.
S'ha observat que aquesta espècie tendeix a travessar un procés de reversió de sexe quan es troba sota certes condicions ambientals, essent capaç de passar de femella a mascle.

## Curiositats
- Aquesta espècie exhibeix una àmplia gama natural de formes corporals i patrons de colors.

- Durant molts d'anys ha tingut força popularitat com a peix ornamental (sobre tot les varietats amb tonalitats vermelles) al mateix temps que s'ha utilitzat per a la recerca genètica.

- A l'aquari, els mascles solen ser força agresius amb els altres mascles, i per això no es recomana mantenir-los a aquaris petits.

- Molts d'aquests peixos que tenien una funció decorativa són híbrids de X. hellerii amb X. maculatus o X. variatus.